# Converge / Napalm Death
Converge / Napalm Death es un split EP de la banda de metalcore estadounidense Converge y la banda de grindcore inglesa Napalm Death. El EP fue lanzado el 1 de agosto de 2012 y cuenta con ilustraciones del vocalista de Converge, Jacob Bannon. Está disponible en formato de vinilo de 7" y como descarga digital.

## Antecedentes

### Converge
Ambas bandas aportaron dos nuevas pistas al EP. Converge contribuyó con «No Light Escapes», una canción que apareció más tarde en la edición deluxe de su álbum All We Love We Leave Behind, así como un cover de «Wolverine Blues» de la banda de death metal sueco Entombed. Este último presenta en las voces a Jacob Bannon, Kurt Ballou y Nate Newton, así como a los invitados Tomas Lindberg, Aaron Turner y Kevin Baker. Debido a problemas de programación, a la banda le resultó más fácil grabar las voces de cada vocalista por separado para editarlos juntos más adelante, ya que se encuentra en la pista original. La pista fue descrita por el distribuidor de Converge, Deathwish Inc., como similar a «We Are the World», un sencillo colaborativo de 1985 escrito por Michael Jackson y Lionel Richie, que contó con numerosos músicos invitados.
El 23 de mayo de 2013, Converge lanzó el EP, Pound for Pound: The Wolverine Blues Sessions, que fue una compilación de las diferentes pistas vocales que conformaron su cover de «Wolverine Blues». Presentó cinco canciones, cada una de las cuales tenía solo uno de los vocalistas invitados que estaban presentes en el split, con la excepción de Lindberg y Ballou que comparten una canción.

### Napalm Death
Napalm Death contribuyó con «Will by Mouth», que es similar al material de la banda, y «No Impediment to Triumph (Bhopal)», que es una canción "más lenta y de textura" sobre el desastre de Bhopal de 1984.

## Lista de canciones
| Lado A: Converge |                                       |          |  |
| N.º              | Título                                | Duración |  |
| 1.               | «No Light Escapes»                    | 0:52     |  |
| 2.               | «Wolverine Blues» (Cover de Entombed) | 2:15     |  |

| Lado B: Napalm Death |                                     |          |  |
| N.º                  | Título                              | Duración |  |
| 1.                   | «Will by Mouth»                     | 1:27     |  |
| 2.                   | «No Impediment to Triumph (Bhopal)» | 3:03     |  |

## Personal
El personal proveniente de las notas.
| Converge - Kurt Ballou: guitarra, voz - Jacob Bannon: voz - Ben Koller: percusión - Nate Newton: bajo, voz Voces invitadas en «Wolverine Blues» - Kevin Baker (The Hope Conspiracy, All Pigs Must Die) - Brian Izzi (Trap Them) - Tomas Lindberg (At the Gates, Disfear) - Aaron Turner (Isis, Old Man Gloom) Producción - Kurt Ballou: grabación, mezcla - Alan Douches: masterización | Napalm Death - Shane Embury: bajo - Mark Greenway: voz - Mitch Harris: guitarra - Danny Herrera: batería Producción - Napalm Death: producción - James Walford: producción, mezcla, masterización - Jacob Bannon: diseño, fotografía, ilustraciones |